# Janusz Czapiński
Janusz Czapiński (ur. 25 stycznia 1951 w Pabianicach) – polski psycholog społeczny i nauczyciel akademicki, doktor habilitowany nauk humanistycznych, profesor nadzwyczajny Uniwersytetu Warszawskiego.

## Życiorys
Wychowywał się w Pabianicach przy ul. Dąbrowskiego. Przez około rok nosił nazwisko panieńskie matki – Staszewski, następnie po ustaleniu ojcostwa nadano mu nazwisko jego ojca. Po ukończeniu Szkoły Podstawowej nr. 14 im. Stanisława Staszica w Pabianicach został przyjęty do liceum plastycznego w Łodzi, z którego wydalono go w III klasie w 1968. Został skierowany do liceum ogólnokształcącego na Stokach w Łodzi, gdzie uzyskał świadectwo dojrzałości. W 1975 ukończył studia w Instytucie Psychologii Uniwersytetu Warszawskiego. W tej samej jednostce uzyskiwał stopnie doktora (1983) i doktora habilitowanego (1988). Zawodowo był związany z Katedrą Psychologii Społecznej na Wydziale Psychologii Uniwersytetu Warszawskiego, na UW doszedł do stanowiska profesora nadzwyczajnego. Był także profesorem nadzwyczajnym i prorektorem ds. nauki Wyższej Szkoły Finansów i Zarządzania w Warszawie, a także członkiem Komitetu Psychologii Polskiej Akademii Nauk. W pracy badawczej specjalizował się w zakresie psychologii społecznej.
W wyborach w 2001 bez powodzenia ubiegał się o mandat senatora jako bezpartyjny kandydat z ramienia SLD-UP.

## Życie prywatne
Dwukrotnie żonaty, ma troje dzieci. Jego pierwszą żoną była Magda Czapińska, poetka i autorka tekstów piosenek. Jego drugą żoną została Monika Yasuko Kamoji Czapińska, córka japońskiego artysty Kōji Kamoji.

## Wybrane publikacje
- Psychologia szczęścia. Przegląd badań i zarys teorii cebulowej (Wyd. Akademos, Poznań 1992 oraz Pracownia Testów Psychologicznych, Warszawa 1994)
- Szczęście – złudzenie czy konieczność? Cebulowa teoria szczęścia w świetle nowych danych empirycznych, w: Mirosława Kofta, Teresa Szustrowa (red.), Złudzenia, które pozwalają żyć (Wydawnictwo Naukowe PWN, Warszawa 2001)
- Psychologiczne teorie szczęścia, w: Janusz Czapiński (red.), Psychologia pozytywna. Nauka o szczęściu, zdrowiu, sile i cnotach człowieka (Wydawnictwo Naukowe PWN, Warszawa 2005, s. 51–102)
- Spotkanie dwóch tradycji: hedonizmu i eudajmonizmu, w: Janusz Czapiński (red.), Psychologia pozytywna. Nauka o szczęściu, zdrowiu, sile i cnotach człowieka (Wydawnictwo Naukowe PWN, Warszawa 2005, s. 13–17)[11]
- Psychologia szczęścia. Kto, kiedy, dlaczego kocha życie i co z tego wynika, czyli nowa odsłona teorii cebulowej (Wydawnictwo Naukowe Scholar, Warszawa 2017)

## Promotor prac doktorskich
- Radzenie sobie ze stresem u progu samodzielności życiowej osób kończących studia wyższe, Anna Turowska, 2013,
- Wykorzystanie teorii zrównoważonej perspektywy temporalnej do badania satysfakcji z pracy, Paweł Błaszkiewicz, 2011,
- Jakość życia a doświadczenia wewnętrzne,  Maria Owczarek 2004,
- Social Structure and Psychological Well-being in Semi-urban Gharian Libya, Khalifa Baiej, 1999[7]:

## „Diagnoza Społeczna”
Wieloletni kierownik badań panelowych „Diagnoza Społeczna”, projektu zajmującego się od 2000 analizą warunków i jakości życia Polaków. Badanie objęło określone grupy wskaźników społecznych, do których należą struktura demograficzno-społeczna gospodarstw domowych, warunki życia gospodarstw domowych związane z ich kondycją materialną, dostępem do rynku pracy, świadczeń medycznych, kultury i wypoczynku, edukacja i nowoczesne technologie komunikacyjne, jakość i styl życia oraz cechy indywidualne obywateli. Wyniki badań dotyczyły aktualnego obrazu polskiego społeczeństwa, jak również dawały możliwość prześledzenia jego zmiany w okresie ponad dziesięciu lat. Projekt miał charakter publiczny, wszystkie wyniki łącznie z bazami danych udostępniono nieodpłatnie. Janusz Czapiński jako redaktor opracowywał okresowe raporty związane z prowadzonym projektem.